# Гоель I (герцог Бретані)
Гоель I (*Hoël I, д/н —981) — герцог Бретані у 958/960—981 роках.

## Життєпис
Походив з династії Нанта. Позашлюбний син Алена II Кривої Бороди, герцога Бретані. Стосовно народження нічого невідомо. У 952 році втратив батька, а новим герцогом ста зведений брат Гоеля — Дрого. Натомість Гоель у 957 році зумів захопити графство Нант, відбивши напад Фулько II, графа Анжу.
У 958 або 960 роках після смерті брата-герцога Гоель оголосив себе новим правителем Бретані. Втім Юдикаель Беранже, граф Ренна, не визнав його влади. Гоель I контролював південну та західну частину герцогства. Протистояння тривало до 970 року, до смерті графа Юдикаель Беранже. Після цього на деякий час Гоель зумів взяти під контроль усю Бретань, сплюндрувавши околиці міста Ренн.
У 975 році повстав Конан, син Юдикаель Беранже. Для придушення останнього Гоель I уклав союз з Жоффруа I, графом Анжу. війна тривала до 981 року, коли у битві при Конкрей Гоель I і Жоффруа I перемогли війська Конана. Невдовзі після цього герцог поставив новим єпископом Нанта (після смерті Готьє I) свого брата Гереха.
981 року відвідав місто Тур, де планував домовитися про затвердження своїх єпископів в Бретані. Втім Гоеля I було вбито за наказом Конана. А владу швидко перебрав брат Герех. Гоеля I поховано в абатстві Сен-Совер в Редоні.

## Родина
- Жюдікаель (979—1004), граф Нанта
- Гоель